# Степова ескадрилья
«Степова ескадрилья» (рос. «Степная эскадрилья») — радянський художній фільм 1986 року, знятий режисером Іриною Тарковською на Кіностудії ім. М. Горького.

## Сюжет
Широкоформатний фільм. У розпал жнив, коли не вистачало техніки, а нова потребувала налагодження, голова колгоспу довірив комбайни Степовій ескадрильї старшокласників. Від важкої роботи втекли лише двоє, інші до кінця з честю несли трудову вахту під керівництвом Сергія Лотарєва. Дізнавшись, що кохана дівчина його зрадила і почала відкрито приймати залицяння приїжджого студента, Лотарєв вирішив поїхати до міста, але несподівано на село обрушився ураган — і герой поспішив на допомогу своїй малорослій бригаді.

## У ролях
- Борис Невзоров — Олексій Никифорович Чорнобай, голова колгоспу
- Андрій Коробков — Сергій Лотарьов, лідер степової ескадрильї
- Ірина Старостенко — Таня
- Расмі Джабраїлов — Роман Халідич, наставник степової ескадрильї
- Юрій Медведєв — дядько Митя
- Олександр Галибін — агроном
- Сергій Кулаков — Мішка Бурмістров
- Віра Агафонова — епізод
- Віталій Буробін — Жирафа
- Мадлен Джабраїлова — епізод
- Аріна Ковальчук — епізод
- Сергій Кожуханцев — епізод
- Марина Кокорєва — епізод
- Кирило Мамкін — епізод
- Петро Нікеричев — епізод
- Данило Назаров — епізод
- Олег Постников — епізод
- Михайло Салов — епізод
- Ніна Федорова — епізод
- Марина Шиткіна — епізод
- Сергій Шелгунов — «Журналіст»
- Михайло Яковлєв — епізод
- Тамара Тимофєєва — бабуся Антоніна
- А. Павлов — епізод
- Тетяна Кондирєва — епізод
- О. Веретенников — епізод
- Федір Валиков — Семен Михайлович
- Олег Демидов — Сашка
- Валентина Клягіна — секретар
- Юрій Потьомкін — комбайнер Лахтін
- В. Покровський — епізод
- Людмила Симановська — епізод
- Тетяна Чорноп'ятова — Люба, кухарка
- Юрій Шерстньов — районний начальник
- Саша Наумов — епізод
- Володимир Стуканов — епізод

## Знімальна група
- Режисер — Ірина Тарковська
- Сценарист — Валентина Спіріна
- Оператор — Олександр Ковальчук
- Композитор — Віктор Кісін
- Художник — Микола Ємельянов